# Christian Freiherr von Mauchenheim gen. Bechtolsheim

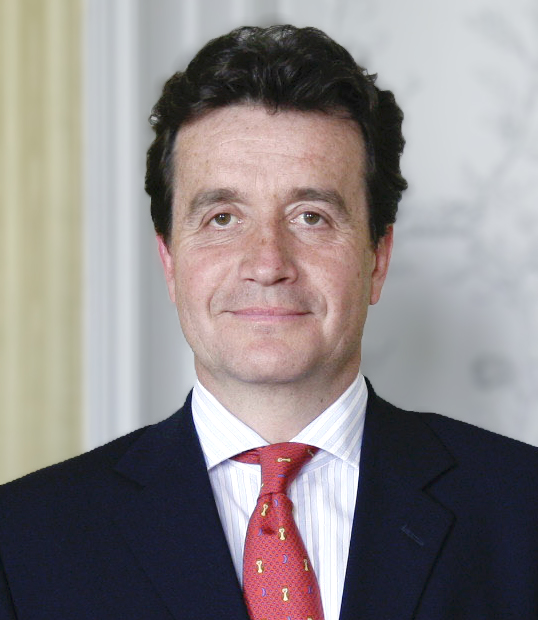
Christian Freiherr von Mauchenheim gen. Bechtolsheim, 2008

Christian Lothar Ludwig Hugo Wilhelm Maria Reichsfreiherr von Mauchenheim genannt Bechtolsheim (* 12. März 1960 in München, Bayern)  ist ein deutscher Unternehmer. Er war Botschafter des Souveränen Malteserordens in Litauen.

## Leben
Christian Freiherr von Mauchenheim gen. Bechtolsheim ist der Senior (Primogenitur) der uradeligen Familie der Freiherren von Mauchenheim gen. Bechtolsheim.
Freiherr von Bechtolsheims Familie mütterlicherseits kam aus Kochel am See, wo er ebenfalls zeitweise aufwuchs und in den 1990er-Jahren Mitgründer des dortigen Ortsverband der FDP wurde. Er absolvierte das Studium der Betriebswirtschaft und Psychologie (Pflichtwahlfach) an der Ludwig-Maximilians-Universität München. Seit Abschluss seines Studiums 1987 als Diplomkaufmann war er in der Folge in der Vermögensverwaltung der Matuschka-Gruppe tätig sowie in leitenden Funktionen bei der HypoVereinsbank und der Dresdner Bank. Von 1996 bis Juni 2000 war Christian Freiherr von Mauchenheim gen. Bechtolsheim Bereichsleiter und Direktor in der DG Capital Management GmbH, der Vermögensverwaltungstochter des DG-Bank-Konzerns. Seit Mitte 2000 ist er Gründungsaktionär und Sprecher des Vorstands der FOCAM AG, einer der führenden bankenunabhängigen Unternehmensberatungs- und Vermögensverwaltungsgesellschaften in Deutschland. Im Jahre 2017 wurde er Ritter des bayerischen Hausritterordens vom Heiligen Georg und Senator des Europäischen Wirtschaftssenats e.V. Seit 1987 ist Christian Freiherr von Mauchenheim gen. Bechtolsheim Ehren- und Devotionsritter des Malteser-Ritter-Ordens.
Von 1989 bis 1994 war von Bechtolsheim Vorsitzender des katholisch-liberalen Arbeitskreises der FDP. Von 1992 bis 1996 betätigte er sich als ehrenamtlicher Diözesanleiter des Malteser Hilfsdienstes in Thüringen. Im Jahr 2012 löste Freiherr von Bechtolsheim Douglas Graf von Saurma-Jeltsch als Botschafter des Souveränen Malteserordens in Litauen ab. Er blieb Botschafter bis 2018 und wurde in diese Rolle von Manfred Leo Mautner von Markhof abgelöst. Während Freiherr von Bechtolsheims Amtszeit wurde auf seine Initiative hin ein Staatsvertrag zwischen Litauen und dem Malteserorden geschlossen, der auch ein Post-Agreement beinhaltet. Ferner wurden die humanitären und karitativen Tätigkeiten des Ordens in Litauen erheblich ausgeweitet. Für sein Engagement zur Christlich-jüdischen Versöhnung in Litauen wurde er 2018 von Staatspräsidentin Dalia Grybauskaitė mit dem Litauischen Verdienstorden ausgezeichnet.
Er ist unter anderem ehrenamtliches Mitglied im Anlageausschuss der Johann Wolfgang Goethe-Universität Frankfurt am Main, Mitglied im Kuratorium des Altenpflegeheims St. Joseph in Percha bei Starnberg sowie Berater zahlreicher Stiftungen und wurde im März 2023 zum Mitglied des Finanzausschusses ("Comitato Consultivo per gli Investimenti") des Grroßmeisteramtes des Malteserordens ernannt.
2019 wurde er Vorsitzender des Vorstandes des Vereins Die Freunde des Franz Marc Museums in Kochel am See. Das Museum befindet sich in dem Haus, in dem seine Mutter nach dem Krieg aufwuchs. Das eigentliche Heim der Familie (seit 1906 im Besitz) war durch Flüchtlinge besetzt. Im Familiendomizil wohnte nur noch der Großvater der Mutter Regierungspräsident Ludwig Osthelder und seine Frau.
Christian Freiherr von Mauchenheim gen. Bechtolsheim ist verheiratet mit Annabel geborene Freiin Huber von Gleichenstein, Tochter des Weingutbesitzers Hans-Jochen Freiherr Huber von Gleichenstein und Ilka geborene Behlau. Er ist Vater von fünf Kindern. Die Familie besitzt einen Gutshof bei Weilheim und einen Forstbetrieb in Georgenthal.
Seit 1992 hat Freiherr von Bechtolsheim seinen Hauptwohnsitz im Thüringischen Georgenthal, wo die Familie einen ehemaligen Besitz von Verwandten zurückerhalten hat. Seine 5-fache Urgroßmutter Julie Freifrau von Bechtolsheim wohnte in Georgenthal, wo ihr Mann vor seiner Berufung nach Eisenach die Position des Amtshauptmannes innehatte. In Georgenthal wurde der Sohn von Julie, Emil Freiherr von Bechtolsheim im Jahr 1775  geboren. Bei der Taufe des 1808 in Gotha geborenen Enkels Alexander von Bechtolsheim waren u. a. Zar Alexander I. und die Zarin anwesend.

## Als Herausgeber
- Hrsg. zusammen mit Andreas Rhein: Management komplexer Familienvermögen: Organisation, Strategie, Umsetzung. Gabler Verlag/Springer Fachmedien Wiesbaden GmbH, Wiesbaden 2008, ISBN 978-3-8349-0775-2.
- Hrsg. zusammen mit Andreas Rhein: Vermögen bedeutet Verantwortung. Erfahrungen und Perspektiven. Herder Verlag, Freiburg im Breisgau 2021, ISBN 978-3-451-39135-4.

## Auszeichnungen
- Orden des Löwen von Ruanda, Großkreuz (verliehen vom de jure Königreich Ruanda 2017)
- Orden für Verdienste um Litauen, Ritter (2017)[13]
- Großoffizierskreuz Pro Merito Melitensi des Souveränen Malteserordens (2019)
- Bundesverdienstkreuz am Bande (2021)